# Convair CV–240
A Convair CV–240 egy amerikai légcsavaros utasszállító repülőgép volt, amit a Convair gyártott 1947–1954 között. Kezdetben a DC–3 lehetséges utódjaként szánták, annak modernebb változataként. A gépnek hosszú fejlesztési ciklusa volt, ez alatt számos polgári és katonai változatot készítettek. Bár az elöregedés miatt csökkent a használt "Convairlinerek" száma, de a különböző változatait továbbra is használják a 21. században.

## Története
Az American Airlines igényei szerint elkezdték kifejleszteni a Douglas DC-3-as repülőgépnek szánt utódját. A Convair eredeti repülőgépe a túlnyomásos törzsű Model 110, egy kétmotoros kis szárnyú, monoplán, 30 ülésű, teljesen fémből készült konstrukció. A repülőgépet Pratt & Whitney R–2800 Double Wasp csillagmotor hajtotta, amelyet tricikli elrendezésű futóművel láttak el, valamint rendelkezett egy hátsó ajtóval is, ami segítette az utasok beszállását. Az NX90653 lajstromjelű prototípus 110-es modell 1946. július 8-án tette meg első útját.

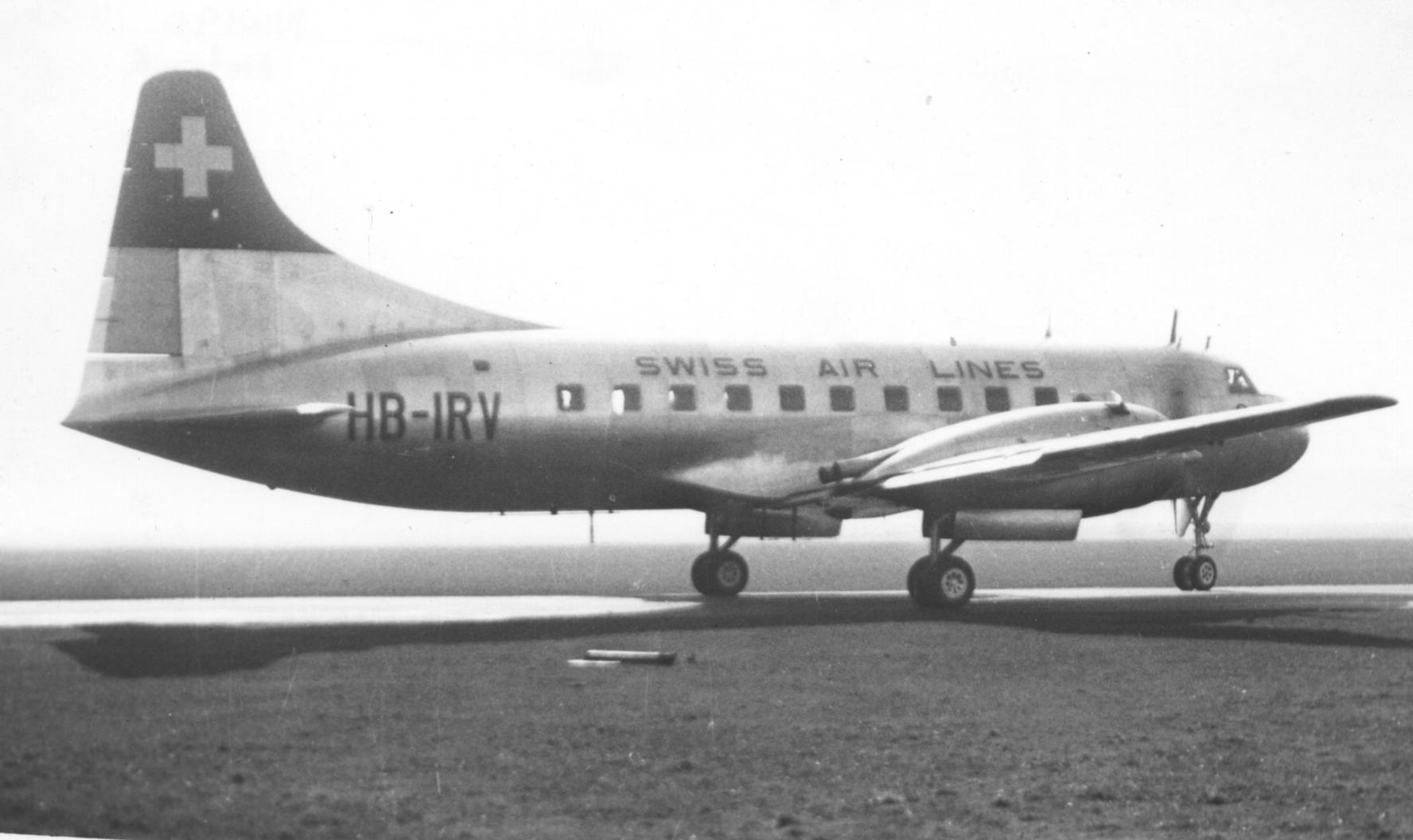
A Swiss Air Lines 1949-ben épült Convair 240 repülőgépe az angliai Manchesterben 1950-ben

A légitársaságok követelményei érdekében a Convair módosította a túlnyomásos kabinnal ellátott gép tervét, így annak továbbfejlesztéséből megalkották a Model 240-es változatot. Ez hosszabb, de vékonyabb törzsű volt, mint az első túlnyomásos kabinú kétmotoros repülőgép, a Model 110. A gépet 40 utas befogadására tervezték, első repülésére 1947. március 16-án került sor.
A Model 240 után a Model 340 gyártását kezdték meg, amely hosszabb törzzsel, néggyel több ülőhellyel, nagyobb szárnyfesztávolsággal és erősebb motorokkal volt ellátva a jobb teljesítmény érdekében. A Model 340 1951. október 5-én repült először, és a szolgálatot még az év novemberében megkezdte. 1954-ben arra törekedtek, hogy konkurenciát állítsanak az olyan gázturbinával hajtott repülőgépeknek, mint a Vickers Viscount, így a Convair előállt a Model 440 Metropolitan típusú repülőgépével, amelyre korszerűbb burkolat, új hajtómű és a kabinban lévő jobb hangszigetelés volt jellemző. A Super 240-ből kifejlesztett CV-340 és a CV-440 típusok után a következő gépek fejlesztéseit kezdték meg, ami hosszabb élettartamot adott a típusnak.

## Alkalmazása
A repülőgép első, sorozatban gyártott változatát 1948. február 29-én adták át az American Airlines-nak. 75 darabot az American Airlines-nak szállítottak, további 50-et a Western Airlines, Continental Airlines, Pan American Airways, KLM, Swissair, Sabena és a Trans Australia Airlines légitársaságoknak.

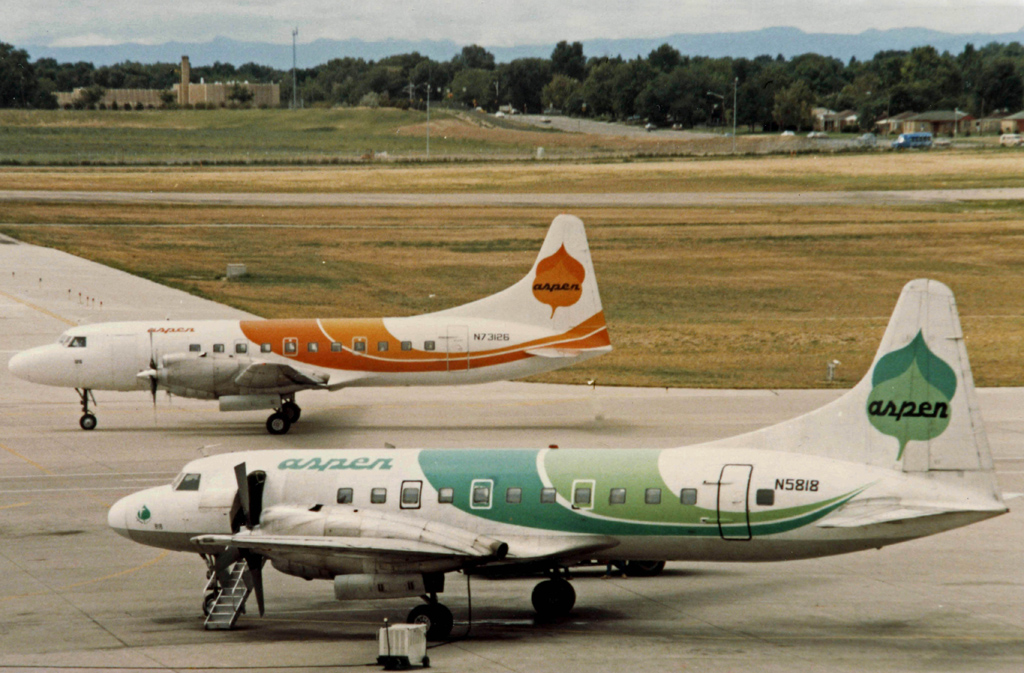
Két Convair 580-as a coloradói Aspen Airwaysnél a denveri Stapleton nemzetközi repülőtéren, 1986-ban

A CV-240 volt az első magán légijármű, amit az Egyesült Államok elnökválasztási kampányában használtak. 1960-ban John F. Kennedy CV-240-est használt elnökválasztási hadjárata során, ennek beceneve Caroline volt (lánya után nevezték el). A repülőgépet ma az amerikai Nemzeti Légügyi és Űrkutatási Múzeumban őrzik.
A TWA és az Eastern légitársaságokkal a Super 240-esek megrendeléséről folytatott sikertelen tárgyalásokat követően a Super 240-es gépek gyártását átmenetileg leállították. Válaszként a Convair újratervezte a Super 240-est és megalkották a CV-340-est. Az United Airlines 55 ilyen gépet rendelt meg, további rendelések érkeztek még a Braniff, Continental, Delta, Northeast és a National légitársaságoktól. Egyéb megrendelések külföldről is érkeztek, a CV-340 igen népszerűnek számított Dél-Amerikában. CV-340 irigylésre méltó hírnevet, megbízhatóságot és a jövedelmezőséget szerzett, ezt a tovább fejlesztett CV-440 Metropolitan követte, amely a „Convairliners” típus dugattyús motorral működtetett végső változata volt.

## Típusváltozatok
Adatok az General Dynamics Aircraft and their Predecessors honlapról

### Polgári változatok
Convair Model 110 

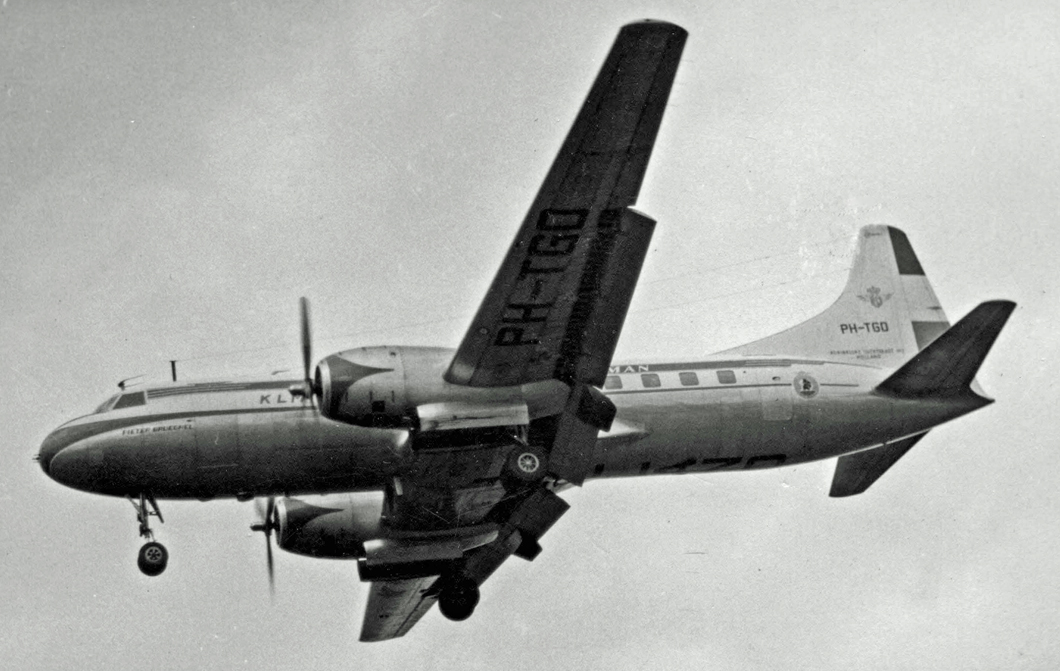
A KLM Convair 340-ese leszállás közben a Manchester (korábban Ringway) repülőtéren, 1954-ben

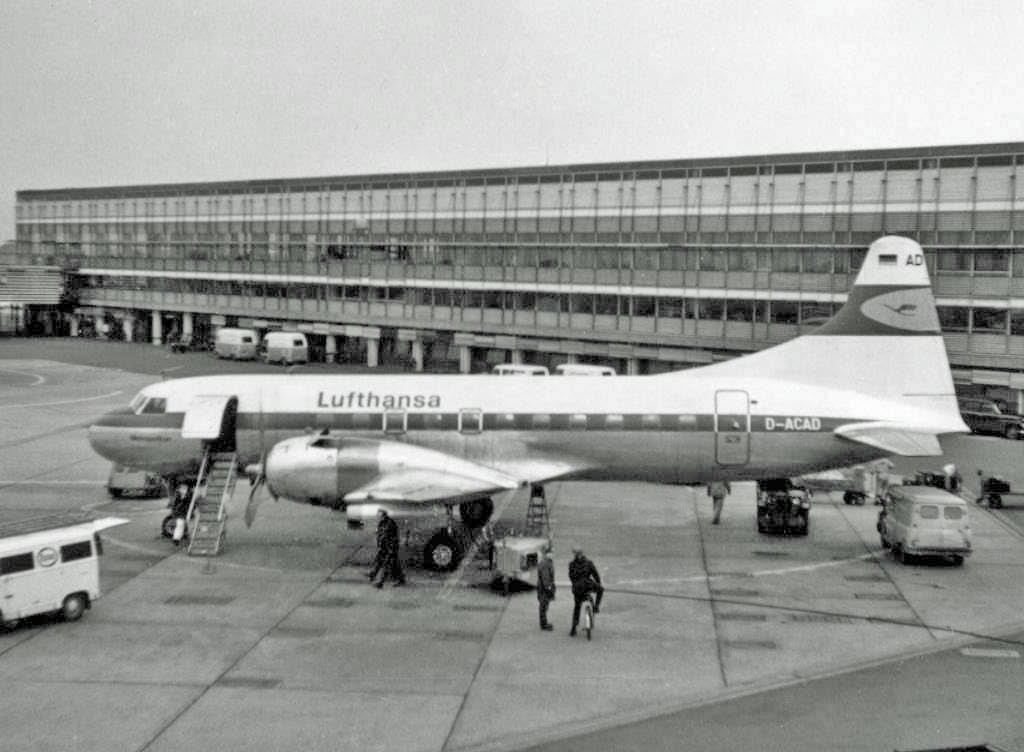
A Lufthansa Convair 440 Metropolitan gépe a Koppenhágai Kastrup repülőtéren, 1968-ban

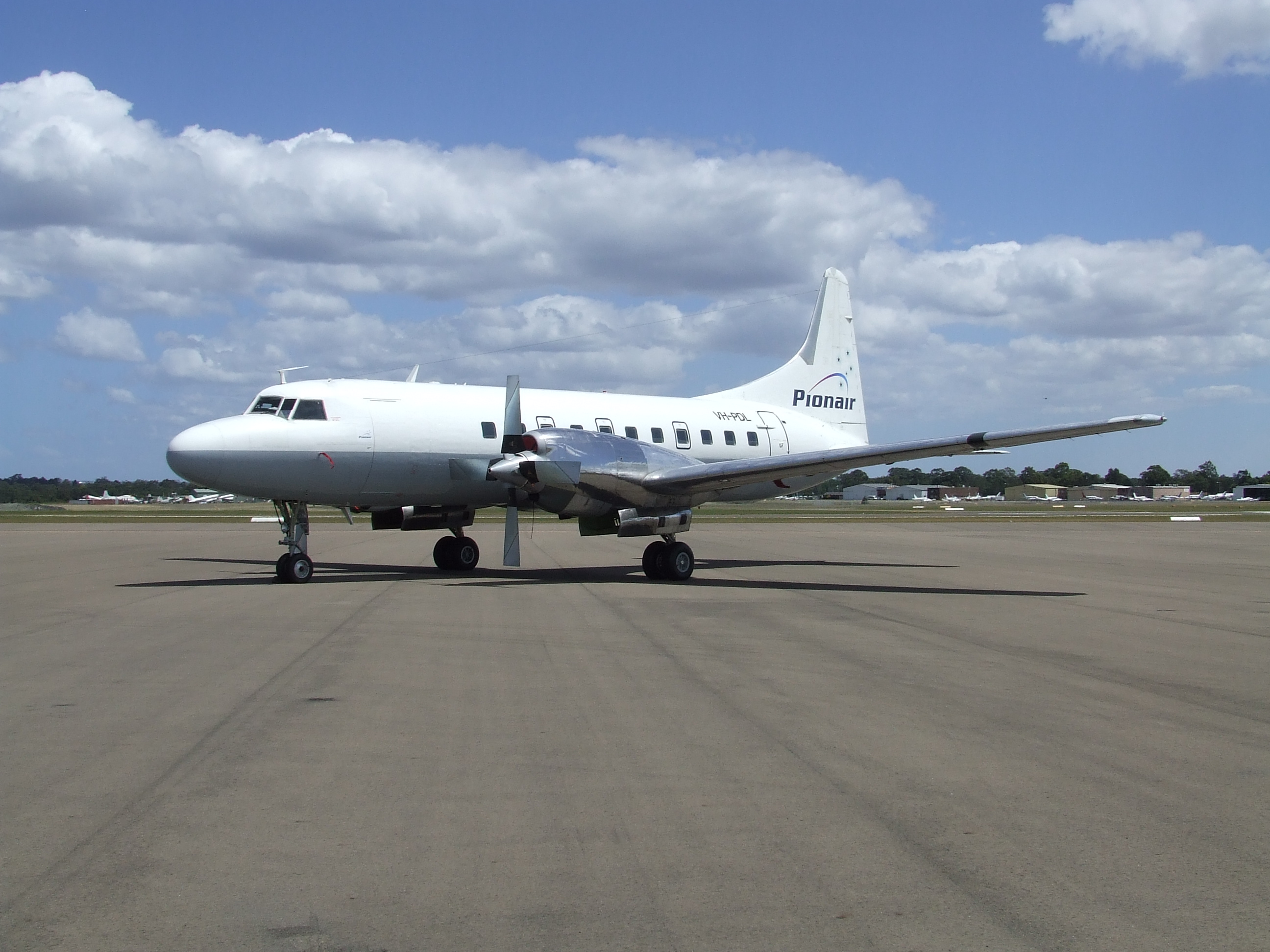
Az új-zélandi Pionair légitársaság által üzemeltetett Convair 580-as. Egy példa a CV-340 átalakított változatára

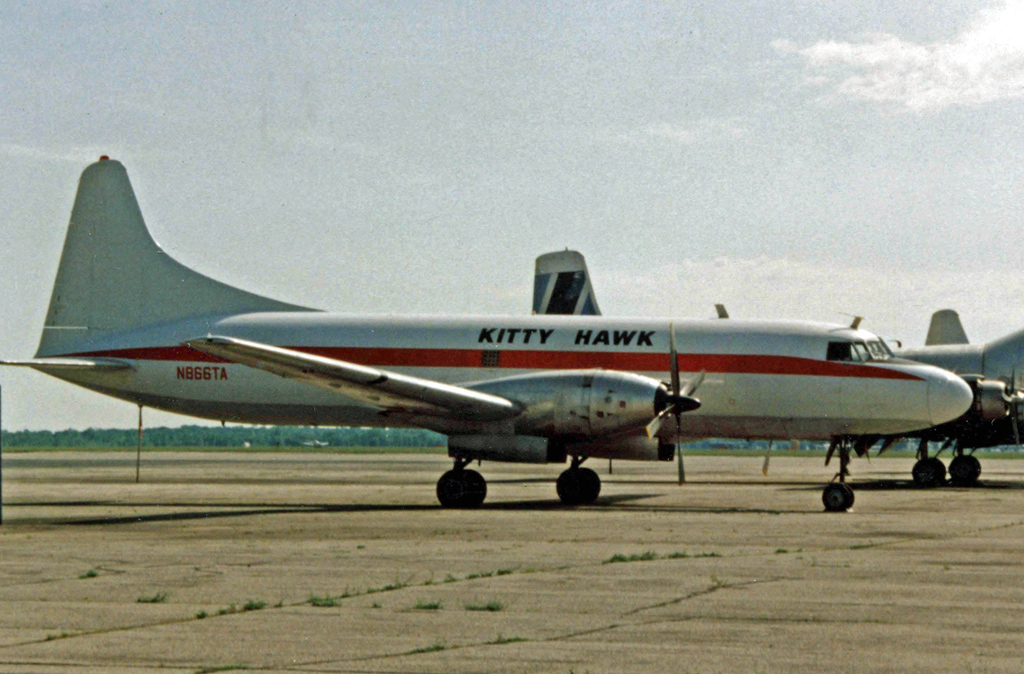
A Kitty Hawk Aircargo Convair 640F teherszállító repülőgépe Rolls-Royce Dart légcsavaros gázturbinával

Az első változat, amely prototípus volt, 30 üléses, 27,13 m fesztávolságú, 21,64 m hosszú, melyet két Pratt & Whitney R–2800-SC13G dugattyús motor hajtott. Egy épült belőle.
Convair Model 240 
A kezdetben sorozatban gyártott változat. Két Pratt & Whitney R–2800 dugattyús motorral repült.
Convair CV–240-21 Turboliner
A légcsavaros változat átalakított Allison T38 hajtóművel felszerelt típusa. Ez volt az első turbólégcsavaros repülőgép, amellyel repültek az Egyesült Államokban (1950. december 29.).
Convair CV-300 
A Convair CV–240 átalakított változata, két R–2800 CB-17 dugattyús motorral és hajtóműgondolával szerelték fel, amit a továbbfejlesztett CV-340-nél is alkalmaztak. A CV-300 egy balesetében a Lynyrd Skynyrd rockegyüttes három tagja életet vesztette.
Convair CV-340
Az United Airlines és más üzemeltetők (beleértve a KLM-et), igényei szerint kialakított változat, alapvetően a CV-240 meghosszabbított, néggyel több férőhelyes változata. A szárnyfesztávolságot is megnövelték, hogy a nagy magasságokban jobb teljesítmény érjen el. Az United Airlinesnél a DC-3-okat a CV-340-es váltotta fel. A légitársaság 52 darab 340-est üzemeltetett 16 évig, halálos kimenetelű baleset nélkül. A KLM 1953 tavaszától 1963 közepéig üzemeltette. Sok CV-340-es repülőgép a CV-440 szabványa szerint volt átalakítva.
Convair CV-440 Metropolitan
A CV-340 továbbfejlesztett, hangszigetelt és időjárás-radarral felszerelt változata. Legnagyobb felszálló tömege 22 544 kg. Az utaskapacitása 44-52 közötti, ez megkönnyítette a kézipoggyászok cseréjét a két üléssor között, valamint több utasablakkal rendelkezett. Ezt a változatot főként a Lufthansa és a Scandinavian Airlines System használta.
Convair CV-540 
Egy CV-340-ből átalakított repülőgép, amely két Napier Eland turbólégcsavaros hajtóművel repült, amit dugattyús motorok helyett használtak. Hat repülőgépet a Napier az Allegheny Airlinesnek szánt hajtóművekkel szereltek fel.
Convair CV-580
A Convair CV-340 és CV-440 típusokból kifejlesztett két Allison 501 D13D/H turbólégcsavaros, a dugattyús motorok helyett használt változata. Módosított függőleges és vízszintes vezérsíkkal. Ezt a típust a Pacific Airmotive nevében az Allison Motor Company alakította ki.
Convair CV-600 
Egy Convair 240 Rolls-Royce Dart turbólégcsavaros, a dugattyús motorok helyett használt változata. A CV-600-as átalakítását a Convair végezte el. A CV-600 először a Central Airlinesnél repült 1965. november 30-án. Az Air Metro Airwaysnél 40 ilyen repülőgép üzemelt. 2006 augusztusában egy Convair CV-600-as repülőgép tovább is szolgált az Rhoades Aviation társaságnál.
Convair CV-640
A Convair CV-340 és CV-440 Rolls-Royce Dart turbólégcsavaros hajtóműves, a dugattyús motorok helyett használt változata. Az átalakítást a Convair végezte el. 2006 augusztusáig összesen kilenc Convair CV-640 repülőgép maradt a légitársaság szolgálatában, három a Rhoades Aviation és hat a C & M Airways légitársaságoknál.
Convair CV5800
A C-131 Samaritan típusból kifejlesztett változat, ami a kanadai Kelowna Flightcraft Ltd tulajdona. A CV5800 egy C-131 Samaritan 4,2 méterrel meghosszabbított törzsű típus, az eredeti vezérsíkok helyett a továbbfejlesztett CV-580-ét használták. További változások a EFIS és Allison 501-D22 az eredeti R-2800 hajtóművek helyett.

### Katonai változatok
Convair C-131 Samaritan
A CV-240/340/440 sorozatból kialakított típus, feladata volt az Egyesült Államok légierejében az egészségügyi evakuálásban való szolgálás és a VIP-ek szállítása.
Convair T-29 trainer 
A C-131 gyakorló modellje, feladata volt a navigátorok és a rádiós személyzet oktatása.
Convair R4Y Samaritan
Az Egyesült Államok Haditengerészete használta Samaritan megnevezéssel.
Canadair CC-109 Cosmopolitan
A CV-440 átalakított változata, amely a Napier Eland légcsavaros hajtóművet használta dugattyús motorok helyett. Az átalakítást Kanadában a Canadair végezte el. A kanadai légierő által üzemeltetett repülőgépek CC-109 Cosmopolitan néven voltak ismertek.
Canadair CL-66 
A CC-109 Eland hajtóművel hajtott változata.

## Üzemeltetők

### Civil üzemeltetők
- Aero California – CV-340

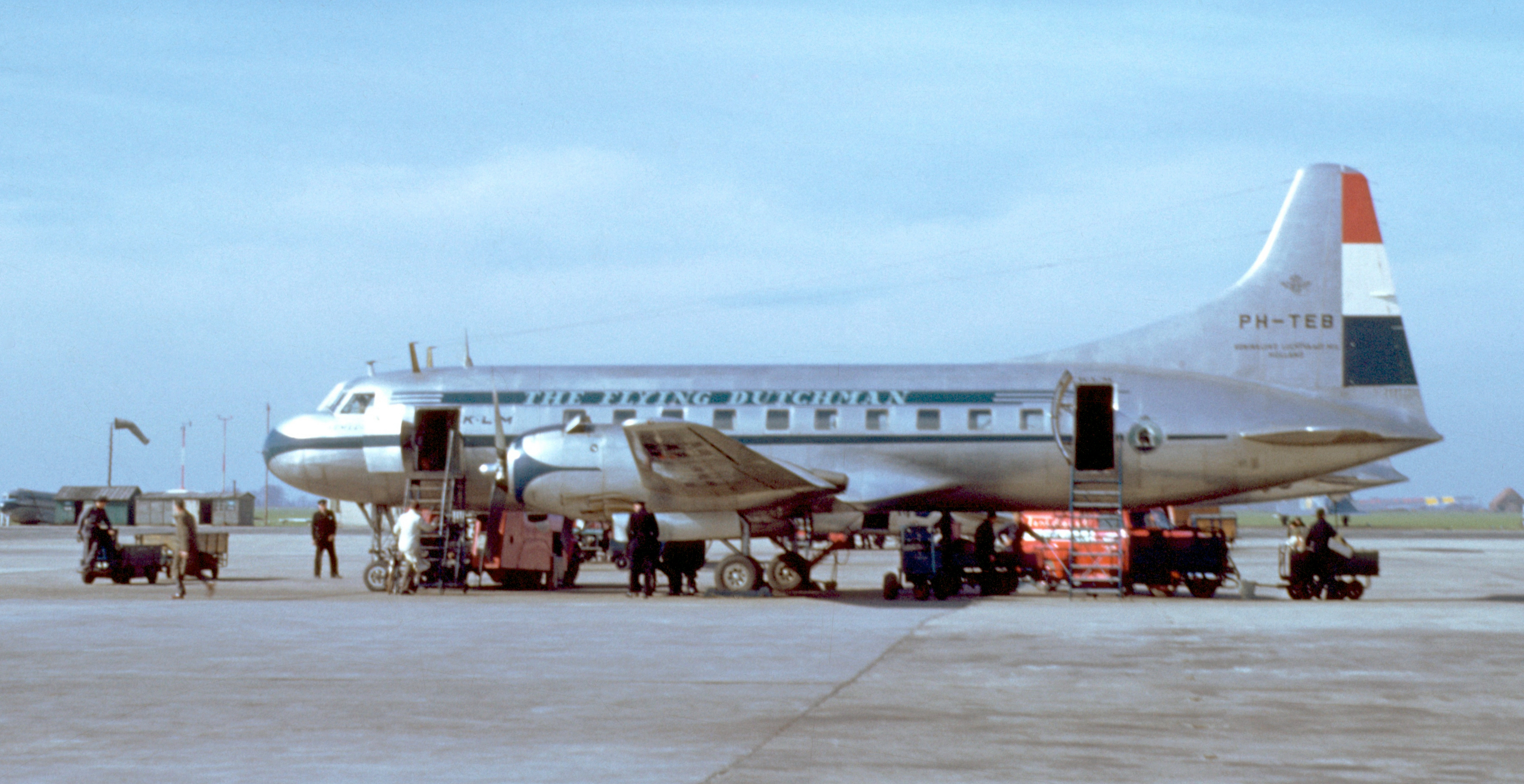
KLM Convair CV-240

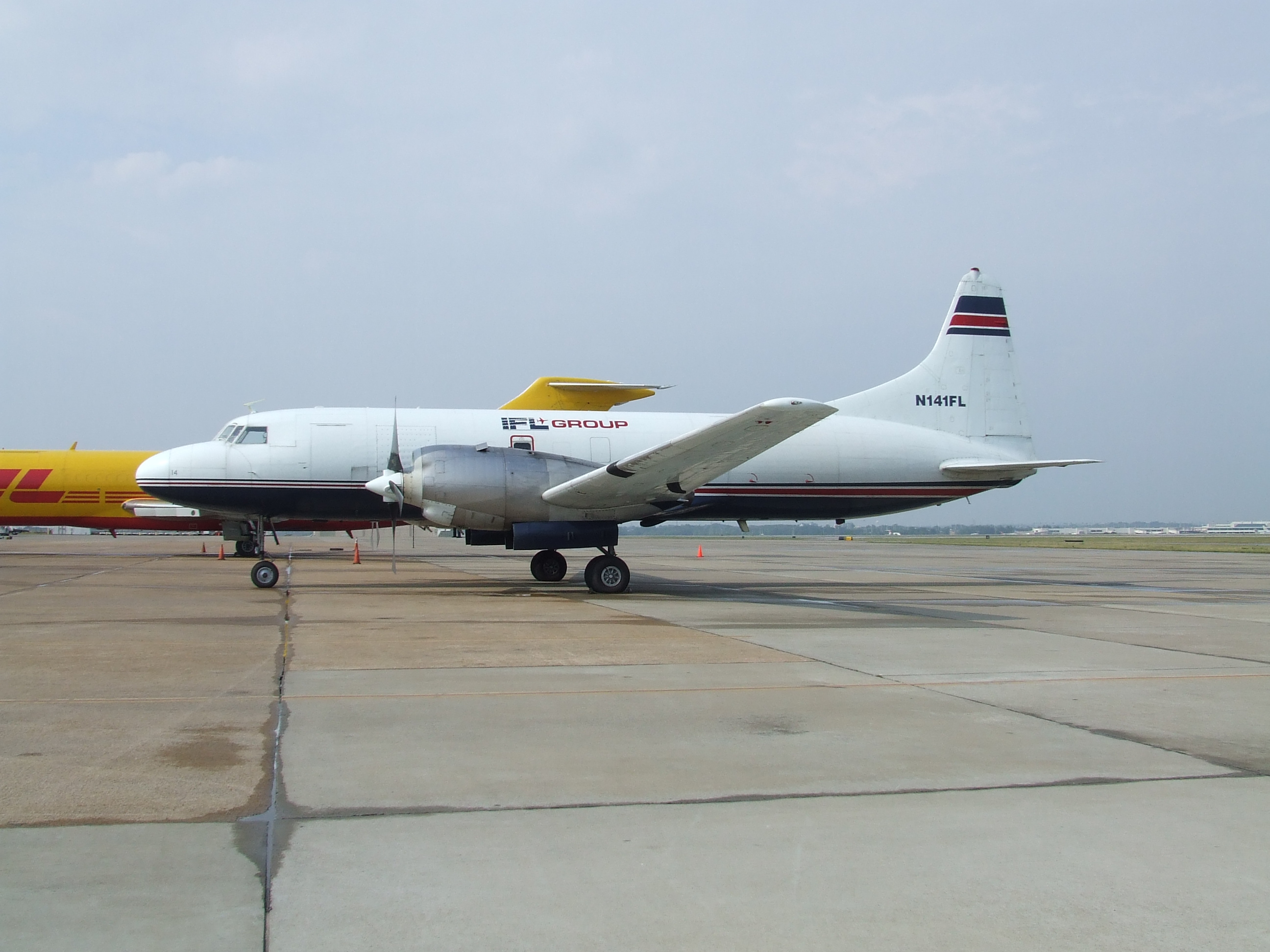
Az IFL Group által működtetett Convair 580 teherszállítógép

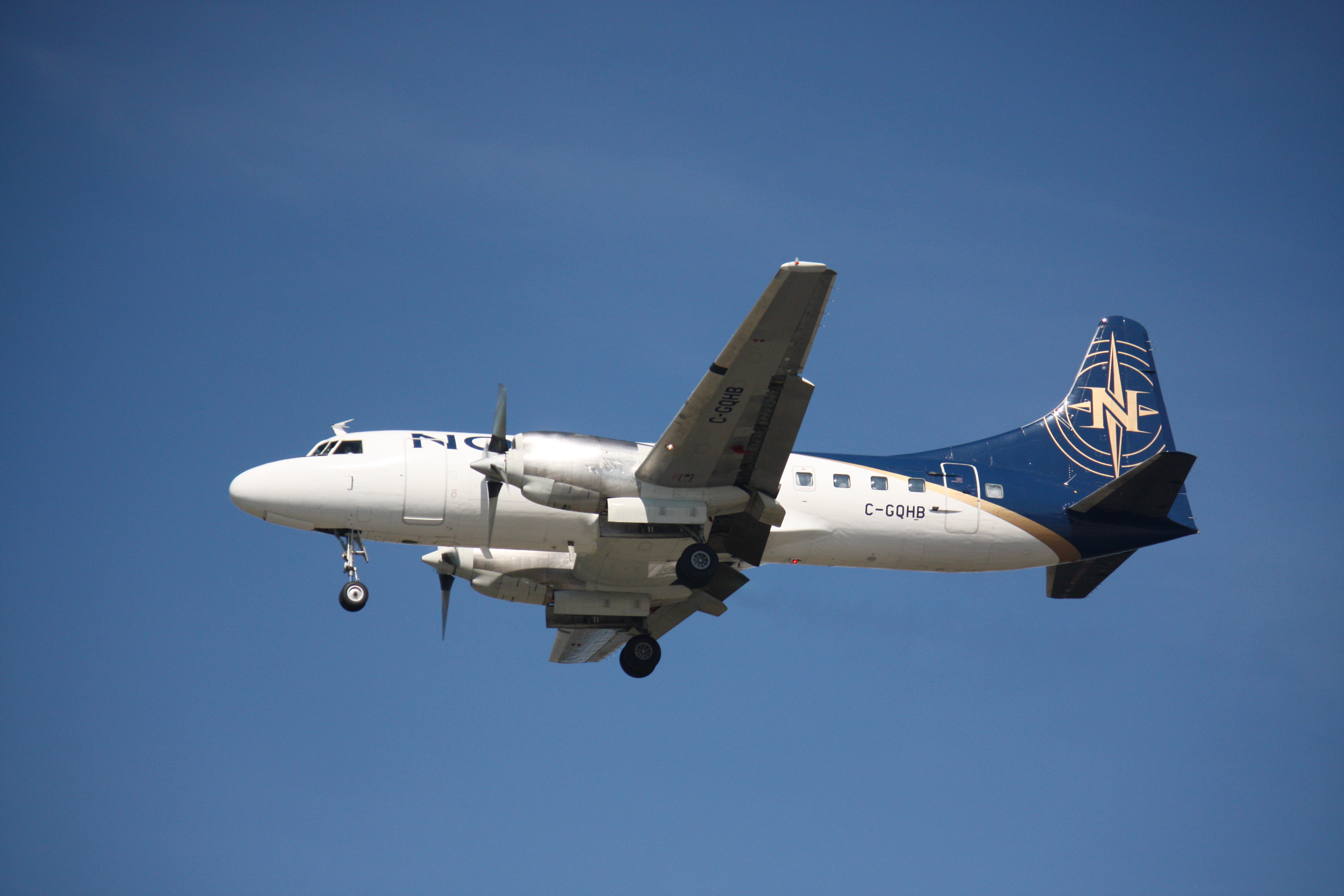
A Nolinor Convair 580-asa leszállás közben a Vancouver nemzetközi repülőtéren

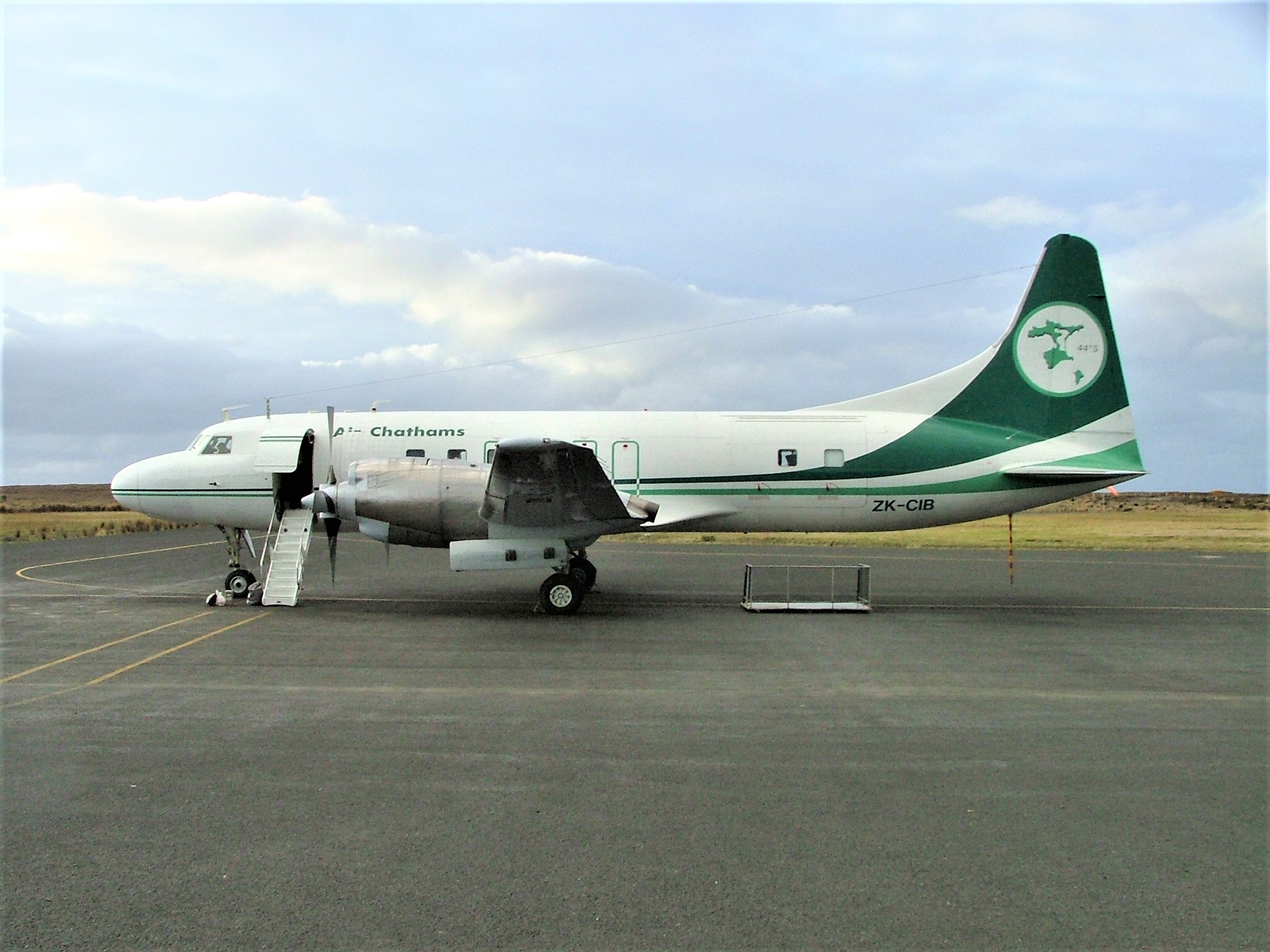
Az Air Chathams Convair 580-asa a chatham-szigeteki Tuuta repülőtéren

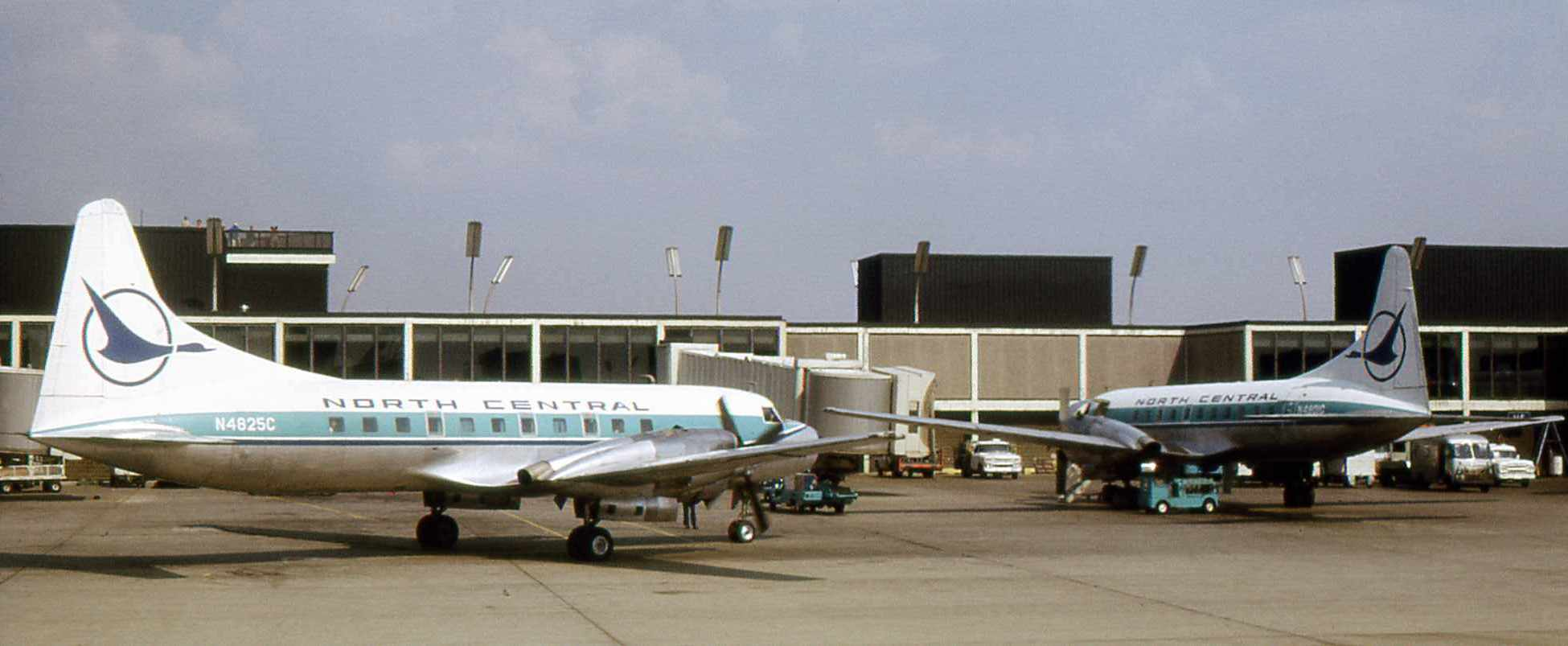
Két CV-580 a North Central légitársaságnál a chicagói repülőtéren 1973-ban

- Aerolíneas Argentinas – CV-240 (LV-ADM, LV-ADN, LV-ADO, LV-ADP és LV-ADQ lajstromjelekkel)
- Aeromexico – CV-340
- Aeroquetzal – CV-580
- Air Chathams – CV-580
- Air Fiji – CV-580
- Air Freight NZ – CV-580 és CV5800
- Air Maldives – CV-440
- Air Resorts – CV-440-esek, amelyeket korábban az American Eagle üzemeltet
- Air Tahoma – CV-240 és CV-580
- Allegheny Airlines CV-340, CV-440, CV-540 és CV-580
- American Airlines
- Ansett Airlines – CV-340, CV-440
- Arawak – CV-440
- ARCO Aerolíneas Colonia S.A. CV-240, CV-600
- Aspen Airways CV-580
- Aviateca – CV-240, CV 440, 340
- Bar Harbor Airlines – CV-600
- Braniff International Airways – CV-340
- Buffalo Airways – CV-240
- Cal Sierra Airlines – CV-580
- Canadian Pacific Airlines – CV-240
- Central Airlines – CV-240 és CV-600
- Chathams Pacific – CV-580
- Conair Group
- Continental Airlines
- Caribair – CV-340, CV-640
- Delta Air Lines – CV-340 és CV-440
- Desert Air – CV-240
- Eastern Air Lines – CV-440
- ERA Aviation – CV-580
- Finnair CV-340 (átalakítva CV-440-essé) és CV440
- Fred. Olsen Flyselskap – CV-340
- Frontier Airlines – CV-580 és CV-600
- Garuda Indonesia – CV-240, CV-340 és CV-440
- Hawaiian Airlines – CV-340, – CV-640
- IFL Group – CV-580 és CV5800
- JAT Yugoslav Airlines – CV-340 és CV-440
- Iberia – Convair CV-440
- Kar-Air CV-440
- Kelowna Flightcraft Air Charter – CV-580 és CV5800
- Kitty Hawk Aircargo – Convair 640
- KLM – CV-240 és CV-340
- LACSA – CV-340
- Líneas Aéreas Paraguayas (LAP) – 3 darab CV-240
- Lake Central Airlines – CV-340 és CV-580
- Linjeflyg – CV-340 és CV-440
- LOT – CV-240 (5 darabot használt 1957-1966 között)
- Lufthansa – CV-440
- Metro Airlines – CV-580
- Mey-Air – CV-240
- Miami Air Lease – CV-440
- Midwest Air Charter/Airborne Express – CV-600
- National Airlines – CV-340 és CV-440
- Nolinor Aviation – CV-580
- Nor-Fly Charter – CV-440 és CV580
- North Central Airlines – CV-580
- Northeast Airlines – CV-240
- Northwest Airlines – CV-580
- Pacific Western Airlines – CV-640
- Pan American World Airways (Pan Am)
- Pakistan International Airlines – CV-240
- Partnair – CV-580
- Philippine Airlines – CV-340 (1950-es és az 1960-as évek között használta)
- Pionair – CV-580
- Polaris Air Transport – CV-240
- Prinair – CV-580
- Quebecair – CV-540 (CL-66)
- Real Transportes Aéreos – CV-340 és CV-440
- Republic Airlines – CV-580
- Rhoades Aviaton – CV-640
- SABENA – CV-240 és CV-440
- Sahsa – CV-580
- SAS – CV-440
- Serviços Aéreos Cruzeiro do Sul – CV-240, CV340
- Sierra Pacific CV-340, CV-440 CV-580
- SMB Stage Line – Convair 640
- Stellar Airfreighter – CV-440
- Swissair – CV-240 és CV-440
- Trans-Texas Airways – CV-240 és CV-600
- Texas International Airlines – CV-600
- Toa Airways
- Trans Australia Airlines
- Transportes Aéreos Nacional – CV-440
- United Airlines
- Varig – CV-240
- Western Airlines
- Wright Airlines – CV-600
- Zantop International Airlines – Convair 640

### Katonai üzemeltetők
Ausztrália
- Ausztrál Királyi Légierő – Két CV-440 Metropolitan (RAAF számai A95-313 és 353) típust üzemeltetett 1956-1968 között.

 Bolívia
- Bolíviai Légierő – CV-440 és CV-580

 Kanada
- Kanadai Királyi Légierő / Kanadai Fegyveres Erők – CV-540-es új T56 turbólégcsavaros motorral

 KolumbiaCV-580
 Németország
- Német Légierő – CV-440

 Olaszország
- Olasz Légierő – CV-440 Metropolitan

 Paraguay
- Paraguayi Légierő – CV-440/C-131D

 Srí Lanka
- Sri Lanka-i Légierő – CV-440

### Egyéb üzemeltetők
Amerikai Egyesült Államok
- Federal Aviation Administration[12]
- Airborne Resources, (C-131B lajstromjele: N131CR[13])
- Environmental Research Institute of Michigan, amely később General Dynamics Advanced Information Systems lett (CV-580-asokat üzemeltetett N51211[14] és N51255[15] lajstromjelekkel)
- Honeywell International, Everett Washington (CV-580 lajstromjele: N580AS)[16])
- National Research Council (Kanada) (Kanada) (CV-580 lajstromjele: C-FNRC[17])
- Raytheon, Tucson Arizona (CV-580 lajstromjele: N580HH[18])
- University of Washington, (CV-580 lajstromjele: N3UW)[19])

## Műszaki adatok
Adatok a from General Dynamics Aircraft and their Predecessors honlapról

### Általános jellemzők
- Személyzet: 2 vagy 3
- Kapacitás: 40 utas
- Hossz: 22,76 m
- Fesztáv: 27,97 m
- Magasság: 8,20 m
- Szárnyfelület: 75,9 m²
- Üres tömeg: 11 542 kg
- Bruttó tömeg: 18 370 kg
- Üzemanyag kapacitás: 3785 liter
- Hajtómű: 2 db Pratt & Whitney R–2800-CA3 Double Wasp / CA15 / CA18 / CB3 vagy CB16 18 hengeres léghűtéses csillagmotor, összesen 1800 kW tolóerővel
- Légcsavar: három lapátos Hamilton standard vagy Curtiss propellerekkel

### Teljesítmény
- Legnagyobb sebesség: 507 km/h
- Utazósebesség: 450 km/h
- Hatótávolság: 1931 km
- Szolgálati csúcsmagasság: 4877 m
- Emelkedési sebesség: 7,7 méter/másodperc